# Bořeň
Bořeň (německy Borschen) je skalnatý vrch (skalní suk), který se nachází jižně od Bíliny v Českém středohoří. Vypíná se vysoko nad údolím řeky Bíliny, ve spodní části je částečně zarostlý lesem. Vrchol se nachází ve výšce 539 metrů. Tvoří výraznou dominantu města Bíliny. Vrch je chráněn jako stejnojmenná národní přírodní rezervace.

## Historie
Z vrchu pochází archeologické nálezy z období únětické a knovízské kultury, a na jihozápadním spočinku se v nadmořské výšce 330–365 metrů nacházelo výšinné sídliště. Pravěká keramika byla také údajně nalezena v Michlově jeskyni na jižním úbočí. Tato puklinová jeskyně je 30–50 centimetrů široká a 22 metrů dlouhá.

## Geologie
Znělcový (fonolitový) suk vznikl neovulkanickou činností ve třetihorách.
Při nadzvednutí podložní rulové hrásti se do druhohorních vrstev křídových slínovců vklínil fonolitový lakolit, jehož spodní část má intruzivní charakter, zatímco svrchní část je efuzívního rázu. Do podoby skalního suku lakolit vypreparován procesy mrazového zvětrávání a erozí.
Fonolit má monumentální sloupcovitou odlučnost s až 100 m vysokými skalními stěnami. Mrazovým zvětráváním vznikly skalní jehly, věže, sloupy, puklinové jeskyně a další útvary. Svahy pokrývají kamenohlinité sutě a suťová pole.

## Ochrana přírody
První chráněné území zde bylo zřízeno v roce 1946. Národní přírodní rezervace byla vyhlášena roku 1977. Rozloha chráněného území činila 23,24 ha. K roku 2013 došlo ke znovu vyhlášení území a k jeho rozšíření na 65,37 ha. Rezervací vede naučná stezka z Bíliny až na vrchol, odkud se otevírá kruhový rozhled na všechny strany. Na skalnatých svazích roste řada chráněných rostlin a sídlí zde chráněný výr velký. Bylo zde zjištěno kromě běžných druhů ptáků také 22 zvláště chráněných. Také se tu vyskytuje ropucha zelená a užovka hladká.
Z rostlin se zde vyskytuje např. tařice skalní, hvězdnice alpská, kosatec bezlistý, lomikámen trsnatý, koniklec luční český, hvozdík sivý, prvosenka jarní, lýkovec jedovatý.

### Naučná stezka
Kolem výstupní pěšiny od Chaty pod Bořeněm byla až k vrcholu v roce 1999 s podporou EU skupinou studentů bílinského gymnázia pod vedením profesora zeměpisu J. Kučery vybudována studentská naučná stezka informujících dvojjazyčně (čeština, němčina) o geologických poměrech hory, rostlinstvu a živočistvu na lokalitě. Měla 12 stanovišť a délku 3,5 km, ale původní cedule byly však téměř kompletně vandalsky zdevastovány. Obnovu provedla Bílinská přírodovědná společnost, nyní vede od bývalé turistické chaty na vrchol a na stanovištích jsou k dispozici plakáty formátu A3.

## Horolezectví
Z horolezeckého hlediska je Bořeň jednou z nejvýznamnějších nepískovcových oblastí v České republice. Znělcová skála je ve většině sektorů pevná a nabízí rozmanité možnosti stěnového, spárového i komínového lezení. Vysoké stěny, zvláště na severu, poskytují možnosti vícedélkových výstupů horského charakteru.
První horolezecká činnost na Bořeni začala na počátku 20. století, podrobnější informace se však nezachovaly. První známá jména prvovýstupců jsou jména Gregor (Řehoř) a Berthold z Alpského klubu ze Žatce, podle kterých jsou nazvány např. skalní útvary Bertholdův prst a Řehořův komín. V současnosti na Bořeni existuje přibližně čtyři sta cest všech obtížností.

## Zajímavost
Bořeň bývá často srovnáván s Ďáblovou horou ve Wyomingu (USA), a to nejen kvůli shodnému chemickému složení horniny, ale i kvůli podobnému charakteru krajiny, v níž se nachází.
Dne 20. července 2019 byla na vrcholu Bořně vytvořena metrová mohyla, která upravila výšku hory na snadno zapamatovatelných 540 metrů. Na jejím vrcholku byla umístěna kovová deska s aktualizovanou nadmořskou výškou. Skupina umělců přiblížením hory k Měsíci oslavila 50. výročí přistání na jmenovaném.

## Galerie

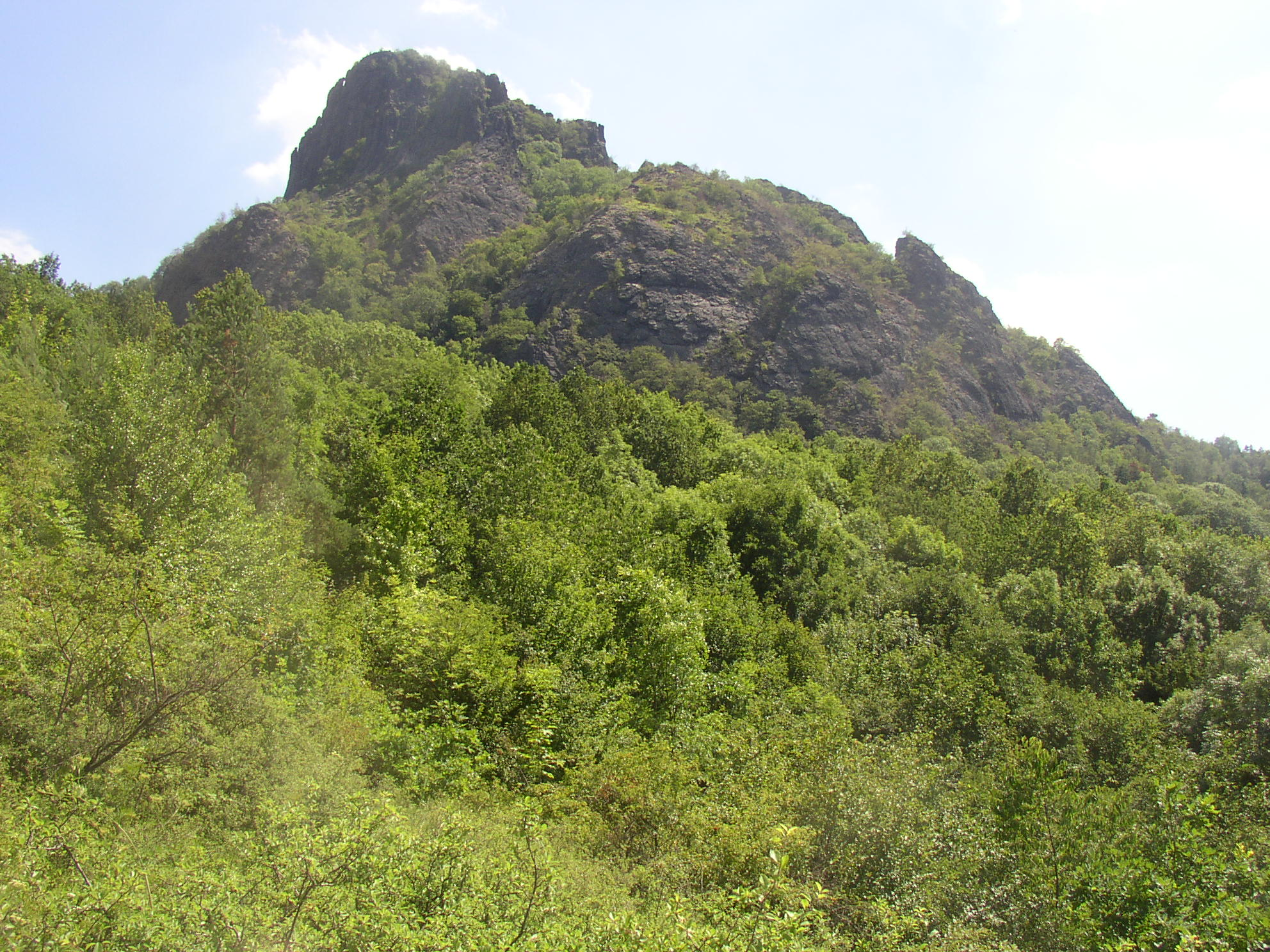
Silueta ležícího lva od severozápadu
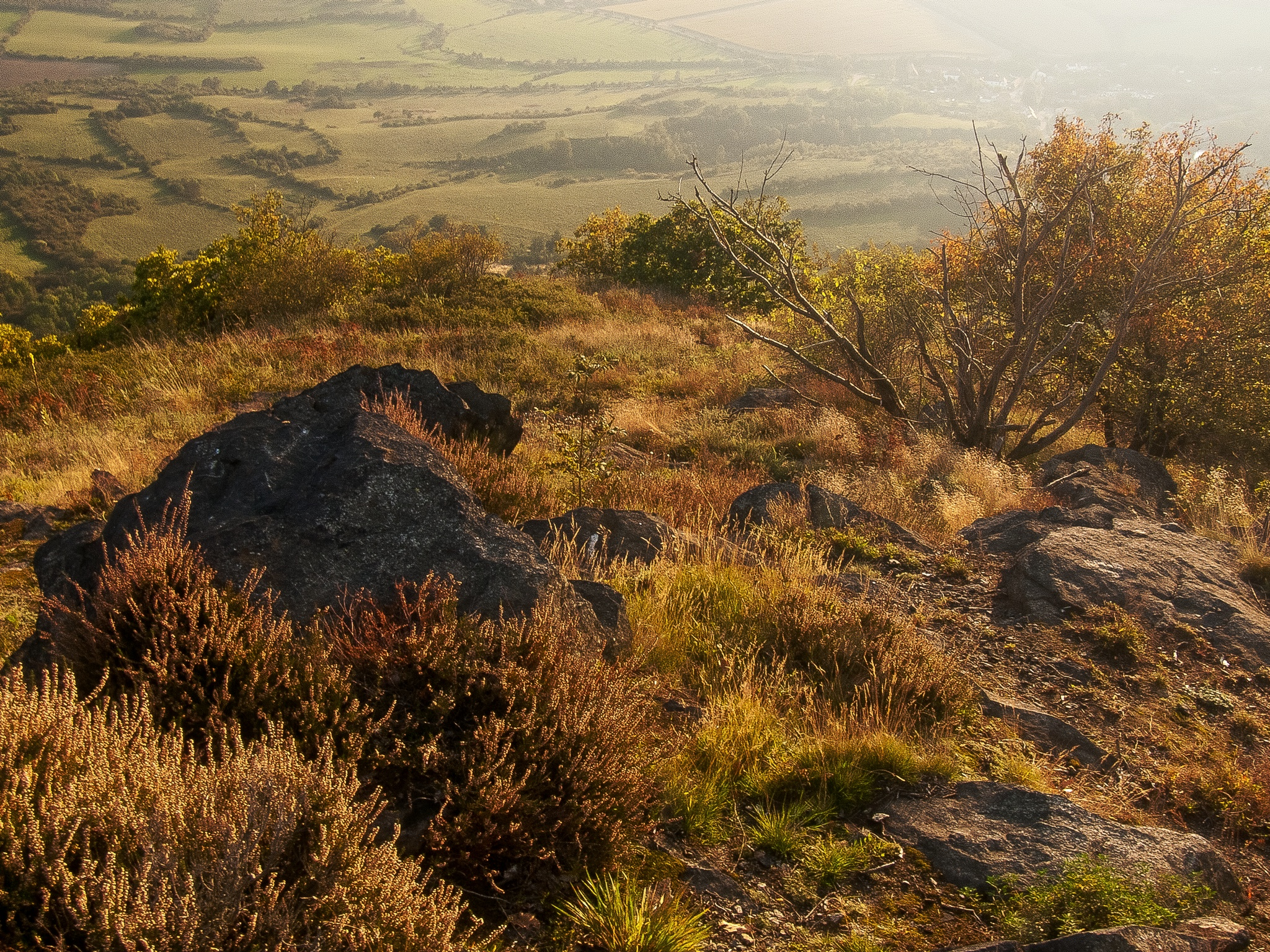
Vegetace na vrcholu
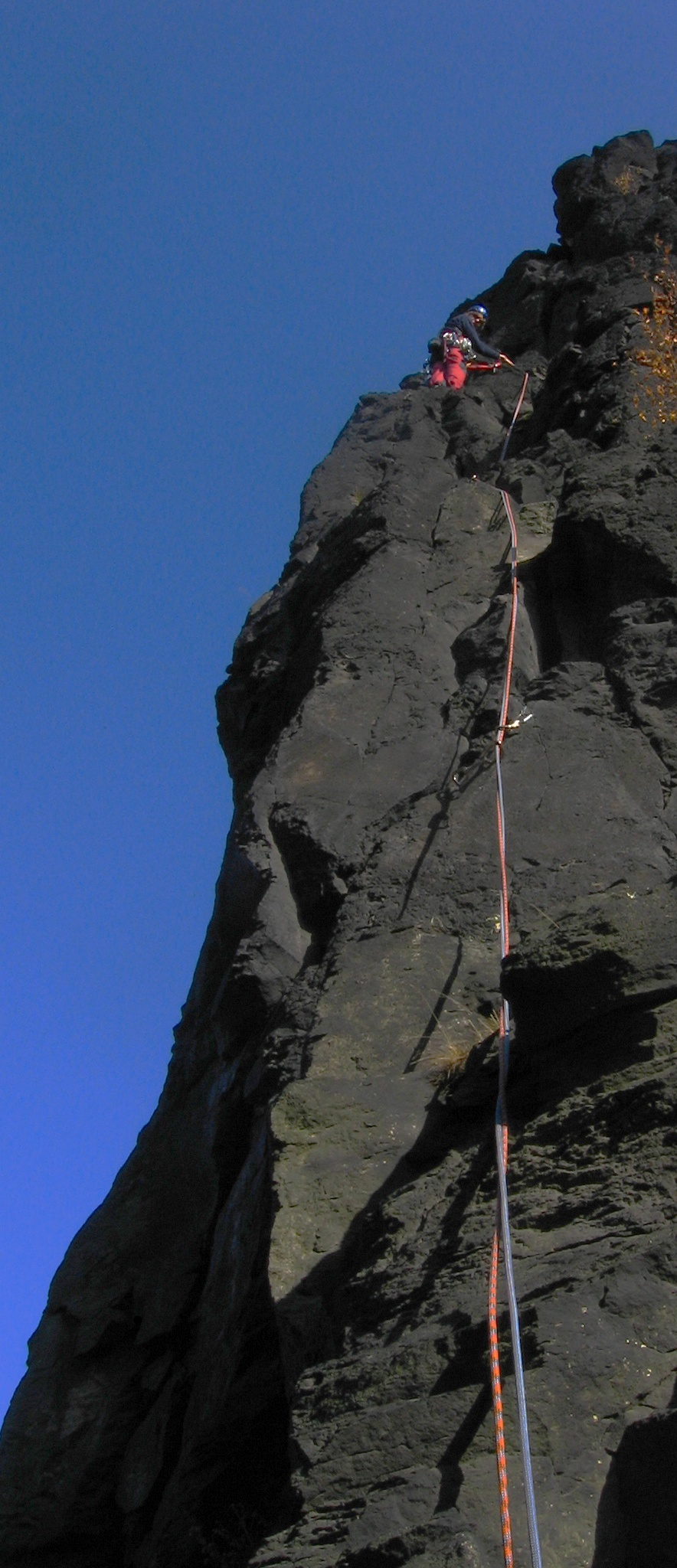
Horolezec na hřebenovce Biskupské stolice